# وسترهایم
وسترهایم (به آلمانی: Westerheim) یک شهر در آلمان است که در الب-دانو-کریس واقع شده‌است.

## خصوصیات
وسترهایم ۲٬۸۸۲ نفر جمعیت دارد.